# 马泽涵
马泽涵（1996年9月6日—），女，中国北京人，中国影视演员。毕业于中央戏剧学院表演系本科。代表作有《九州·海上牧云记》、《热血同行》、《侠探简不知》、《三生三世枕上書》等。

## 個人生活

### 感情
- 2021年9月6日13点14分，郭品超和女友马泽涵同时在社交平台发布动态，正式官宣两人恋情。郭品超公开认爱小19岁女友为中国大陆女星马泽涵。